# Cossinia trifoliata
Cossinia trifoliata är en kinesträdsväxtart som först beskrevs av Henri Ernest Baillon, och fick sitt nu gällande namn av Ludwig Radlkofer. Cossinia trifoliata ingår i släktet Cossinia och familjen kinesträdsväxter. Inga underarter finns listade i Catalogue of Life.